# Vila Kennedy

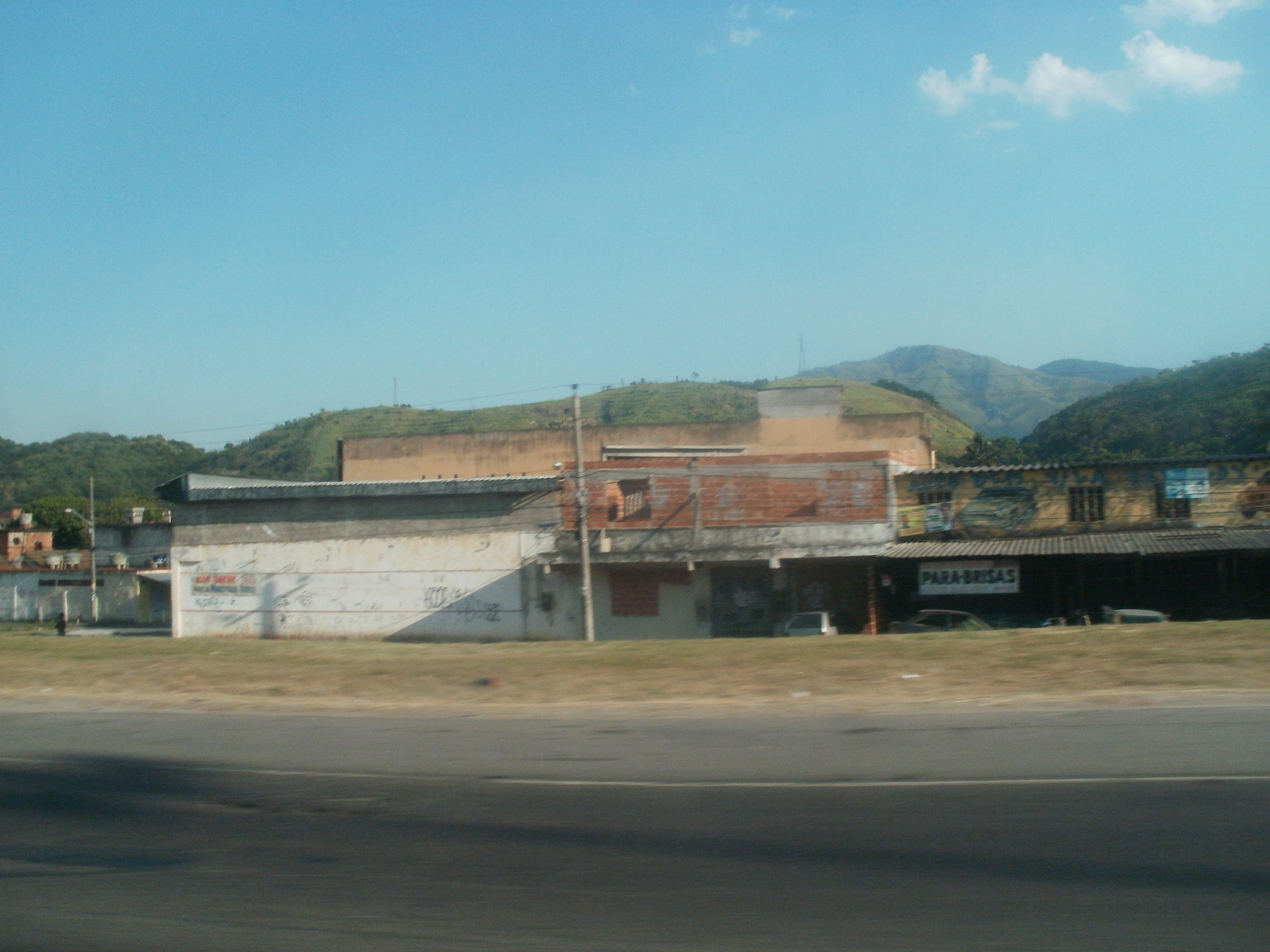
Vila Kennedy

Vila Kennedy és un barri de la Zona Nord de la Ciutat del Rio de Janeiro. Està format per la favela de Vila Kennedy, i per un gran conjunt habitacional. Es localitza als marges de l'Avinguda Brasil. Els seus carrers tenen noms de països africans, asiàtics i de músics. Abans de ser un barri oficial, era un sub-barri pertanyent a Bangu. El juliol de 2017 va ser sancionada la llei que l'oficializa com a barri.

## Història
L'àrea on va ser construïda Vila Kennedy era rural, al marge de l'Avinguda Brasil, en el tram antigament denominat avinguda das Bandeiras. Era un lloc molt distant del Centre de la ciutat, cosa que va dificultar molt la vida de les persones que van venir a viure-hi. El pressupost usat per aixecar les cases populars de Vila Kennedy va venir de la Aliança per al Progrés, programa creat pel llavors president estatunidenc John Kennedy. D'aquí el nom de la vila, que, en principi, es diria Vila Progrés i que va acabar per rebre el seu nom actual com a forma d'homenatjar el president Kennedy, mort el 1963, menys de dos mesos abans de la inauguració de la vila. El dia 20 de gener de 1964, dia de São Sebastião, va ser inaugurada Vila Kennedy pel governador de l'estat Carlos Lacerda. Van ser construits 5.054 habitatges.
Inicialment, Vila Kennedy va rebre els habitants que van ser desallotjats del Morro del Pasmado, una extinta favela del barri de Botafogo, a més dels habitants que van ser desallotjats de les extintes Favela de la Platja do Pinto, localitzada en els barris del Leblon i de Lagoa, i la favela Maria Angu, localitzada en els barris de la Penha i de Ramos. I, també van ser traslladats a Vila Kennedy, a partir de juliol de 1965, els habitants que van ser desallotjats de l'extinta Favela do Esqueleto, on, posteriorment, s'aixecaria la Universitat de l'Estat de la Guanabara, actual Universitat de l'Estat de Rio de Janeiro (UERJ), en el barri del Maracanã.
A finals de la dècada del 1960, un ambaixador estatunidenc va donar al barri, una replica de l'Estàtua de la Llibertat, produïda amb zinc pel creador de l'estàtua original a Nova York, el escultor alsacià Frédéric Auguste Bartholdi.
Va ser transformat oficialment en barri per llei municipal publicada en 14 de juliol de 2017, passant a integrar a 17ª regió administrativa del municipi.

## Cultura
Pel que fa a la cultura, a Vila Kennedy estan localitzats el Teatre Mário Lago (en el carrer Jaime Redondo) i la'Escola de Samba Unidos de Vila Kennedy.